# Gail C. McDonald
Gail Clements McDonald (geboren am 9. März 1944 in Fort Worth, Texas; gestorben am 18. Januar 2020 in Raleigh, North Carolina) war eine amerikanische Regierungsbeamtin. Sie war von 1993 bis 1995 Vorsitzende der amerikanischen Regulierungsbehörde Interstate Commerce Commission.

## Leben
Von September 1962 bis zum Juni 1964 besuchte sie das Mississippi State College for Women. Anschließend studierte sie ein Jahr am Institute for European Studies und von September 1965 bis August 1967 an der Texas Christian University. 1966 erhielt sie ihren Bachelor of Arts in Englisch und Geschichte und 1967 den Master of Arts in amerikanischer Geschichte des 20. Jahrhunderts. In der Zeit von 1969 bis 1975 belegte sie verschiedene Kurse an der University of Texas, der Oklahoma State University und der University of Tulsa.
Von 1967 bis 1974 arbeitete sie als Lehrkraft am Cooke County Junior College in Gainesville (Texas), an der Langston University und an der Oklahoma State University. Danach war Gail McDonald von 1975 bis 1978 Berater für das Sachgebiet Ausbildung und Kultur beim Gouverneur des Staates Oklahoma, David L. Boren. Von Januar bis Juni 1979 war sie in dessen Wahlkampagne zum Senator aktiv. Anschließend arbeitete sie als persönliche Assistentin bei der Oklahoma Corporation Commission. 1982 wechselte sie nach Washington D. C. an das Gas Research Institute, wo sie als Direktor tätig war. 
Am 3. August 1990 nominierte sie Präsident George H. W. Bush für den frei gewordenen Sitz von Paul H. Lamboley in der Interstate Commerce Commission. Nach ihrer Bestätigung durch den US-Senat legte sie am 5. Oktober 1990 ihren Amtseid ab. Nach dem Rücktritt von Edward J. Philbin übernahm sie am 5. Februar 1993 die Leitung dieser Regulierungsbehörde. Am 22. März 1995 wurde sie in diesem Amt von Linda J. Morgan abgelöst. Während der Amtszeit von McDonald erfolgte im Juni 1994 der Beschluss des Senates einen großen Teiles des Jahresbudgets der Behörde zu streichen, was de facto der Auflösung der Behörde gleichkam. Der Schlussstrich wurde dann durch den Kongress im folgenden Jahr mit dem ICC Termination Act gezogen. Ihre reguläre Amtszeit endete am 31. Dezember 1994, Gail C. McDonald blieb noch übergangsweise bis zum 13. Oktober 1995 im Amt. 
Von 1996 bis 1998 war sie die erste weibliche Leiterin der Saint Lawrence Seaway Development Corporation, einer Behörde des Verkehrsministeriums. 1999 wurde sie vom Gouverneur von Maryland Parris Glendening in den Aufsichtsrat des Injured Workers Insurance Fund berufen. Daneben war sie nationaler Ombudsman bei der Small Business Administration. Von 2001 bis Ende 2004 war sie Mitglied der Maryland Public Service Commission. Danach arbeitete sie bis 2006 bei der State Ports Authority in North Carolina. Dem folgte eine Beschäftigung als Ombudsman für den Mittelstand beim Wirtschaftsministerium von North Carolina.
Sie war ehrenamtlich in den Leitungsgremien der Accokeek Foundation und der American Indian Institute tätig.